# Кёлер, Инес
Инес Каролина Кёлер (швед. Inez Karolina Köhler; 21 ноября 1900, Стокгольм — 9 сентября 1976, там же) — шведская оперная певица (сопрано) и музыкальный педагог.

## Биография
Инес Кёлер родилась в 1900 году в Стокгольме. Пению обучалась в Стокгольмской консерватории, которую окончила в 1921 году. Сценическую деятельность начала как артистка оперетты. Её дебют состоялся в 1925 году на сцене Большого театра в Гётеборге в роли Веры Лизаветы (оперетта «Последний вальс» Оскара Штрауса). С самого начала она имела успех; критики высоко оценили её голос и актёрское мастерство. Вскоре Инес начала петь в опере, и ко времени своего отъезда из Гётеборга исполнила не менее 17 ролей.
В 1928—1930 годах Кёлер совершенствовала вокальное искусство в Италии. В 1931 году она вышла замуж за актёра Сета Юхана Юханссона. С 1931 по 1934 год выступала в различных театрах Стокгольма. В 1934 году впервые выступила на сцене Стокгольмской королевской оперы в роли Тоски в одноимённой опере Верди. Вскоре она стала одной из ведущих артисток театра; особенно ей удавались роли в итальянских операх. В числе её партий были Турандот (одноимённое произведение Пуччини), Амелия, Леонора, Аида («Бал-маскарад», «Трубадур», «Аида» Верди), Недда («Паяцы» Леонкавалло). В операх немецких композиторов Кёлер пела Леонору («Фиделио» Бетховена), Елизавету, Эльзу, Гутруну («Тангейзер», «Лоэнгрин», «Гибель богов» Вагнера), княгиню Верденберг («Кавалер роз» Р. Штрауса). Кроме того, в её репертуар входил ряд партий в операх Моцарта, в том числе донна Анна, донна Эльвира («Дон Жуан»), Графиня («Свадьба Фигаро»). Артистка также продолжала выступать в оперетте, в таких ролях, как Саффи, Розалинда («Цыганский барон», «Летучая мышь» И. Штрауса), Анжель Дидье («Граф Люксембург» Легара) и другие.
Инес Кёлер умерла в 1976 году в Стокгольме.